# Бускеру (фюльке)
Бускеру (іноді Бускеруд чи Бускерюд; норв. Buskerud) — один із норвезьких фюльке (районів), який 2020 року увійшов у склад фюльке Вікен, проте відновив своє існування 1 січня 2024 року. Розташований у західній частині Естланна (Східна Норвегія). Адміністративний центр — місто Драммен. Межує з фюльке Согн-ог-Ф'юране, Оппланн, Телемарк, Гордаланн, Осло, Акерсгус та Вестфолл.
2017 року уряд вирішив скасувати деякі фюльке та об’єднати їх з іншими, щоб утворити більші, зменшивши кількість з 19 до 11, що було реалізовано 1 січня 2020 року.
Фюльке Бускеру включили до складу нового — Вікен. 
Проте з 1 січня 2024 року після рішення Стортингу від 14 червня 2022 року стало 15 фюльке. Зокрема, три з нещодавно об’єднаних — Вестфолл-ог-Телемарк, Вікен і Трумс-ог-Фіннмарк — розформували та замінили раніше об’єднаними округами, тож фюльке Бускеру відновлено. 

## Адміністративно-територіальний поділ

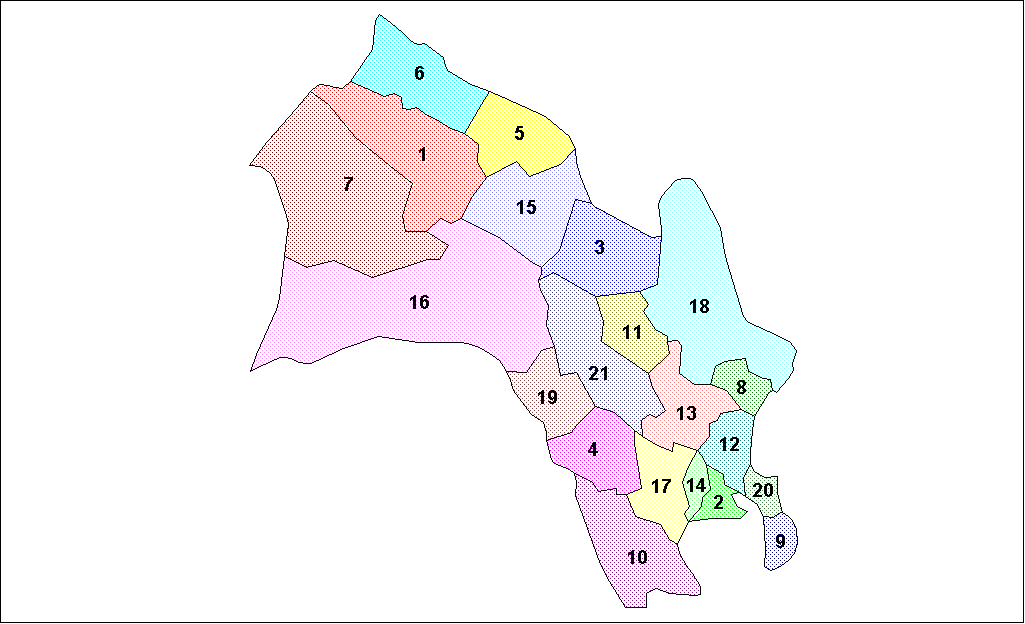
Комуни Бускеру

Бускеру поділяється на 21 комуну:
1. Ол
2. Драммен
3. Флесберг
4. Фло
5. Гуль
6. Гемседал
7. Гуль
8. Гуле
9. Гурум
10. Конгсберг
11. Кредсгерад
12. Лієр
13. Модум
14. Недре-Ейкер
15. Нес
16. Нуре-ог-Увдал
17. Евре-Ейкер
18. Рінґеріке
19. Роллаг
20. Рейкен
21. Сіґдал